# Clinocera bipunctata
Clinocera bipunctata är en tvåvingeart som först beskrevs av Alexander Henry Haliday 1833.  Clinocera bipunctata ingår i släktet Clinocera och familjen dansflugor. Inga underarter finns listade i Catalogue of Life.